# Frechilla de Almazán
Frechilla de Almazán es un municipio y localidad española de la provincia de Soria, en la comunidad autónoma de Castilla y León. El término municipal, que incluye también los núcleos de La Miñosa y Torremediana, tiene una población de 21 habitantes (INE 2024).

## Geografía
Se encuentra situado en una altiplanicie típica de la Meseta Norte, a unos 984 m sobre el nivel del mar, descendiendo ligeramente de sur a norte desde la sierra de Ontalvilla (1146 m) hacia el río Duero. Dista 44 km de la capital soriana. Forma parte de la comarca de Almazán y del partido judicial de Almazán.
| Noroeste: Almazán | Norte: Almazán | Noreste: Coscurita |
| Oeste: Almazán    |                | Este: Coscurita    |
| Suroeste: Adradas | Sur: Adradas   | Sureste: Adradas   |

## Historia
A la caída del Antiguo Régimen la localidad se constituyó en municipio constitucional, en la región de Castilla la Vieja, partido de Almazán, que en el censo de 1842 contaba con 29 hogares y 112 vecinos.
A mediados del siglo XIX crece el término del municipio porque incorpora a La Miñosa y Torremediana. Hasta la reforma de la nomenclatura municipal de 1916 el municipio se llamaba simplemente Frechilla. En dicha fecha su nombre fue modificado por el de Frechilla de Almazán.

## Demografía
Cuenta con una población de 21 habitantes (INE 2024).
| Gráfica de evolución demográfica de Frechilla de Almazán entre 1842 y 2021 |
| |
| Población de derecho según los censos de población del INE Población de hecho según los censos de población del INEEn estos censos se denominaba Frechilla: 1842, 1857, 1860, 1877, 1887, 1897, 1900 y 1910 Entre el censo de 1857 y el anterior, crece el término del municipio porque incorpora a 425063 (La Miñosa) y 425115 (Torremediana) |

### Población por núcleos

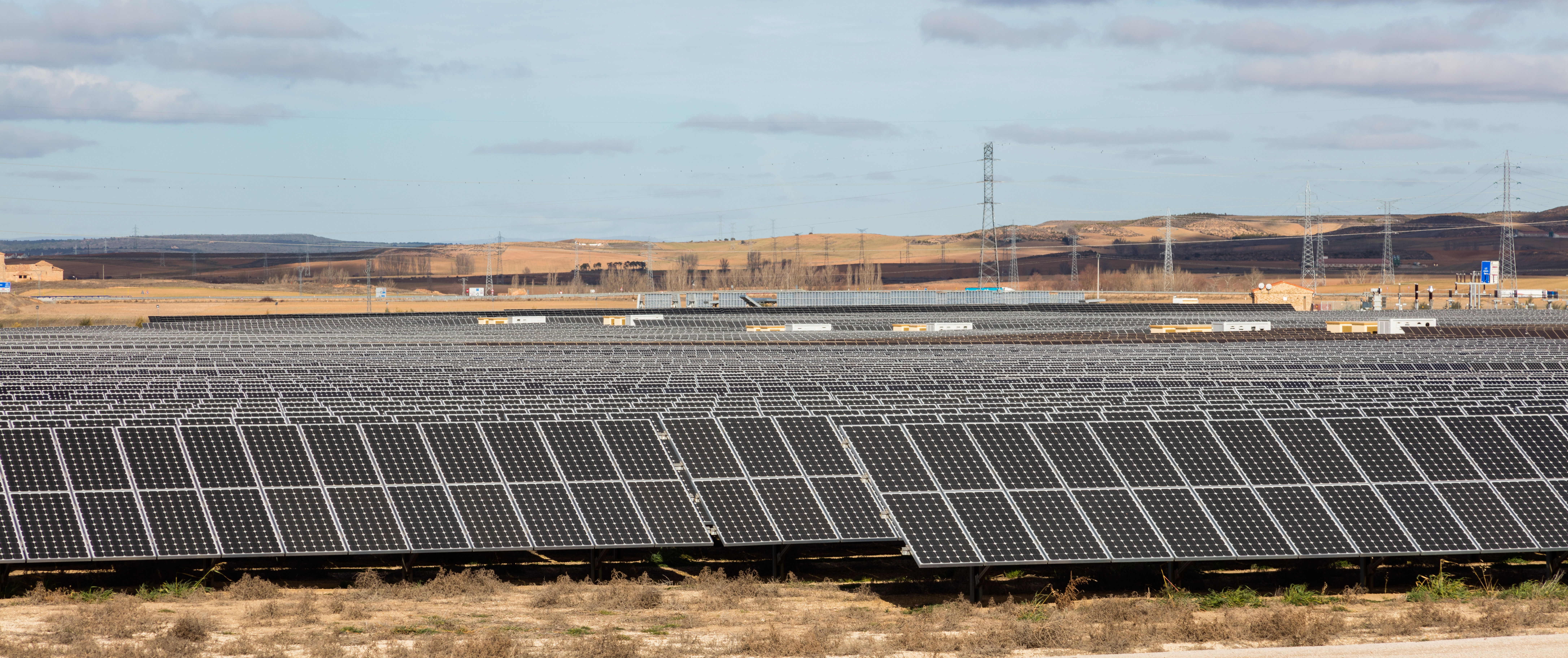
Estación fotovoltaica en Frechilla de Almazán

| Núcleos              | Habitantes (2000) | Habitantes (2010) | Notas   |
| -------------------- | ----------------- | ----------------- | ------- |
| Frechilla de Almazán | 28                | 15                |         |
| La Miñosa            | 6                 | 2                 |         |
| Torremediana         | 15                | 12                | Pedanía |